# Atrophaneura jophon
Espèce
Statut de conservation UICN

 CR B1+2ac : 
En danger critique
Statut CITES
Atrophaneura jophon ou Rosier de Ceylan est une espèce de lépidoptère appartenant à la famille des Papilionidae.
Il est endémique aux forêts humides des collines du centre du Sri Lanka.
Il a une envergure de 90 à 110 mm. Il est noir avec de grandes taches blanches et a des taches roses sur la partie arrière des ailes postérieures. Le mâle est plus petit que la femelle et a beaucoup plus de noir. Le corps est noir mais les côtés du thorax, de la moitié antérieure de l'abdomen et son extrémité sont pourpre.
Il est menacé par la disparition de son habitat.

## Taxonomie
Pour certains entomologistes, il fait partie du genre Pachliopta. Pour les autres, ce genre est un sous-genre du genre Atrophaneura

## Synonyme
- Pachliopta jophon Gray, 1852